# 玛丽·切尼
玛丽·克莱尔·切尼（Mary Claire Cheney，1969年3月14日—）是前美国副总统迪克·切尼和妻子琳恩·切尼的第二个女儿。她是公开的同性恋者，已表示支持同性婚姻，她父亲也表示支持。

## 早期生活
玛丽·切尼出生于威斯康星州麦迪逊，1987年毕业于弗吉尼亚州麦克林高中。随后来到她母亲的母校科罗拉多州科罗拉多泉的科罗拉多学院学习，并于1991年毕业。2002年获得了丹佛大学研究生商业学位。

## 职业生涯
1993年，她成为了科罗拉多落矶棒球队的第一批员工之一，当球队开始在丹佛打球负责推广工作。此后，她成为库尔斯酿酒公司公共关系经理，作为一个同性恋，帮助结束库尔斯对同性恋的抵制。
她一直是她父亲的竞选助手和最亲密的心腹之一。 2003年7月，她成为了为布什 - 切尼2004年总统竞选连任行动的董事。
切尼是AOL消费者权益组织的副总裁。

## 个人生活
2012年6月22日，玛丽·切尼在华盛顿特区与她的长期伴侣Heather Poe结婚，她们有两个孩子：一个儿子塞缪尔·戴维·切尼（Samuel David Cheney）和一个女儿萨拉·林恩切尼（Sarah Lynne Cheney），一家居住在弗吉尼亚州。